# Margaritopsis astrellantha
Margaritopsis astrellantha là một loài thực vật có hoa trong họ Thiến thảo. Loài này được (Wernham) L.Andersson mô tả khoa học đầu tiên năm 2002.